# Општина Соходол (Алба)
Соходол (рум. Sohodol) општина је у Румунији у округу Алба.
Oпштина се налази на надморској висини од 681 m.